# Stahlmann (Band)/Diskografie
Diese Diskografie ist eine Übersicht über die musikalischen Werke der deutschen NDH-Band Stahlmann. Ihre erfolgreichste Veröffentlichung ist das vierte Studioalbum CO2, das Rang 22 der deutschen Albumcharts erreichte und sich damit am besten in den Charts platzieren konnte.

## Alben

### Studioalben
| Jahr | Titel Musiklabel                            | Höchstplatzierung, Gesamtwochen, AuszeichnungChartsChartplatzierungen (Jahr, Titel, Musiklabel, Platzierungen, Wochen, Auszeichnungen, Anmerkungen) | Anmerkungen                              |
| Jahr | Titel Musiklabel                            | DE | Anmerkungen                              |
| ---- | ------------------------------------------- | --- | ---------------------------------------- |
| 2010 | Stahlmann AFM Records (Soulfood)            | — | Erstveröffentlichung: 17. September 2010 |
| 2012 | Quecksilber AFM Records (Soulfood)          | DE39 (1 Wo.)DE | Erstveröffentlichung: 20. Januar 2012    |
| 2013 | Adamant AFM Records (Soulfood)              | DE34 (1 Wo.)DE | Erstveröffentlichung: 19. April 2013     |
| 2015 | CO2 AFM Records (Soulfood)                  | DE22 (1 Wo.)DE | Erstveröffentlichung: 28. August 2015    |
| 2017 | Bastard AFM Records (Soulfood)              | DE36 (1 Wo.)DE | Erstveröffentlichung: 19. Mai 2017       |
| 2019 | Kinder der Sehnsucht AFM Records (Soulfood) | DE37 (1 Wo.)DE | Erstveröffentlichung: 22. März 2019      |
| 2021 | Quarz AFM Records (Soulfood)                | DE78 (1 Wo.)DE | Erstveröffentlichung: 10. Dezember 2021  |
| 2024 | Phosphor Out of Line (RTD)                  | DE50 (1 Wo.)DE | Erstveröffentlichung: 23. August 2024    |

### EPs
| Jahr | Titel Musiklabel                   | Anmerkungen                              |
| ---- | ---------------------------------- | ---------------------------------------- |
| 2009 | Herzschlag Roughtone Records (AMV) | Erstveröffentlichung: 21. August 2009    |
| 2023 | Addendum Out of Line (RTD)         | Erstveröffentlichung: 29. September 2023 |

## Singles
| Jahr | Titel Album                                       | Anmerkungen                             |
| ---- | ------------------------------------------------- | --------------------------------------- |
| 2010 | Hass mich … lieb mich Stahlmann                   | Erstveröffentlichung: 3. September 2010 |
| 2011 | Stahlwittchen Stahlmann                           | Erstveröffentlichung: 28. Januar 2011   |
| 2011 | Tanzmaschine Quecksilber                          | Erstveröffentlichung: 16. Dezember 2011 |
| 2012 | Spring nicht Quecksilber                          | Erstveröffentlichung: 17. Februar 2012  |
| 2013 | Süchtig Adamant                                   | Erstveröffentlichung: 1. März 2013      |
| 2013 | Schwarz Adamant                                   | Erstveröffentlichung: 5. April 2013     |
| 2015 | Plasma CO2                                        | Erstveröffentlichung: 24. Juli 2015     |
| 2017 | Bastard / Nichts spricht wahre Liebe frei Bastard | Erstveröffentlichung: 24. Februar 2017  |
| 2019 | Kinder der Sehnsucht                              | Erstveröffentlichung: 8. Februar 2019   |
| 2019 | Die Besten Kinder der Sehnsucht                   | Erstveröffentlichung: 22. Februar 2019  |
| 2019 | Wahrheit oder Pflicht Kinder der Sehnsucht        | Erstveröffentlichung: 15. März 2019     |
| 2020 | Sünder Quarz                                      | Erstveröffentlichung: 4. Dezember 2020  |
| 2021 | Gottmaschine Quarz                                | Erstveröffentlichung: 7. Mai 2021       |
| 2021 | Krähen der Nacht Quarz                            | Erstveröffentlichung: 27. August 2021   |
| 2021 | Wollust Quarz                                     | Erstveröffentlichung: 15. Oktober 2021  |
| 2023 | Tanzen Addendum                                   | Erstveröffentlichung: 24. Februar 2023  |
| 2023 | Faust zum Himmel Addendum                         | Erstveröffentlichung: 23. August 2023   |
| 2024 | Luxusuniform Phosphor                             | Erstveröffentlichung: 13. März 2024     |
| 2024 | Interstellar Phosphor                             | Erstveröffentlichung: 27. Juni 2024     |
| 2024 | Asche zu Asche Phosphor                           | Erstveröffentlichung: 18. Juli 2024     |

## Musikvideos
| Jahr | Titel                           | Regisseur(e)   |
| ---- | ------------------------------- | -------------- |
| 2010 | Hass mich … lieb mich           |                |
| 2011 | Stahlwittchen                   | Martin Müller  |
| 2011 | Tanzmaschine                    | Martin Müller  |
| 2012 | Spring nicht                    |                |
| 2013 | Schwarz                         | Rainer Fränzen |
| 2015 | Plasma                          | Rainer Fränzen |
| 2017 | Nichts spricht wahre Liebe frei | Patric Ullaeus |
| 2017 | Bastard                         | Tim Gralke     |
| 2019 | Kinder der Sehnsucht            | Martin Müller  |
| 2019 | Die Besten                      |                |
| 2021 | Gottmaschine                    |                |
| 2021 | Krähen der Nacht                | Frank Gryner   |
| 2023 | Tanzen                          |                |
| 2024 | Luxusuniform                    |                |

## Sonderveröffentlichungen
| Jahr | Titel Album                                                                      | Anmerkungen                                                         |
| ---- | -------------------------------------------------------------------------------- | ------------------------------------------------------------------- |
| 2014 | Break Your Heart (Stahlmann Remix) From the Flame into the Fire (Deluxe-Version) | Erstveröffentlichung: 23. Mai 2014 Interpretation: Lord of the Lost |

## Promoveröffentlichungen
| Jahr | Titel Album                | Anmerkungen                                                                                 |
| ---- | -------------------------- | ------------------------------------------------------------------------------------------- |
| 2012 | Die Welt verbrennt Adamant | Erstveröffentlichung: 21. Dezember 2012 kostenloser Download auf der Sonic-Seducer-Homepage |

## Statistik

### Chartauswertung
|                     | DE    |
| ------------------- | ----- |
| Nummer-eins-Alben   | DE—DE |
| Top-10-Alben        | DE—DE |
| Alben in den Charts | DE7DE |